# 2025年印巴衝突
2025年帕哈爾加姆襲擊發生後，印度武裝部隊和巴基斯坦武裝部隊从5月6日至10日期間在多地發生交火，雙方動用了飛彈和戰機等武器。

## 背景
克什米爾衝突自1947年以來持續不斷，引發了印度和巴基斯坦之間因爭議地區的多場戰爭和衝突。  2025年4月22日，武裝份子在印控克什米爾地區帕哈爾加姆附近發動恐怖攻擊，造成28名平民死亡，其中大部分是印度教遊客。 巴基斯坦支持的激進組織虔誠軍的分支「克什米尔抵抗阵线」宣稱对襲擊事件負責，但之後又否認對此負責，稱之前是遭到了黑客攻擊。 襲擊之後，印度和巴基斯坦宣布了一系列針對對方的行動，並發生了軍事衝突。

## 印度襲擊
2025年5月6日，印度對巴基斯坦實施了代號為辛杜爾行動 (羅馬化：Ôparēśan Sindūr) 的飛彈攻擊，印度方面表示目標是巴基斯坦和巴控克什米爾地區穆罕默德軍的恐怖主義基礎設施。攻擊造成至少31名巴基斯坦平民死亡，另造成約38人受傷。印度還對包括巴控克什米爾地區和巴基斯坦旁遮普省在內的六个地点發動24次襲擊。
5月8日，巴基斯坦方面表示击落25架來自印度的无人机，而印度的無人機襲擊造成巴方至少1名平民死亡、5人受伤。
5月9日，巴基斯坦官员指控印度炮击巴控克什米尔地区導致五名平民死亡。同時巴基斯坦攔截6架印度無人機。
5月10日，努尔·汗空军基地被印度導彈襲擊。此次攻擊直接導致美國介入並促成停火同時巴基斯坦方面表示過去兩天擊落77架印度無人機。

## 巴基斯坦襲擊
2025年5月7日，巴基斯坦对印控克什米尔地区發動导弹袭击，摧毀了印巴控制線印度一側的哨所。巴基斯坦方面表示，巴基斯坦空军击落了六架印度战机，分别为3架“阵风”战斗机、1架米格-29战斗机、1架苏-30战斗机以及一架无人机。有印度士兵被俘虜。巴方表示這些均被其用中国制的歼10战机和雷达预警系统击落。印度方面表示在帕姆波雷擊落了一架入侵的巴基斯坦無人機，而且在巴方的炮火下有15名印度平民身亡。
当地时间10日，巴基斯坦正式启动代号为“铜墙铁壁”（Bunyanun Marsoos）的军事行动，作为对印度的回应。同日，巴基斯坦军方还表示其行动导致印度70%的电网瘫痪，印方则称巴方所发射的导弹被印度军方拦截。 同時巴基斯坦空军還宣稱出动JF-17枭龙战斗机在印度旁遮普邦阿丹普尔地区使用高超音速导弹摧毁印度部署的S-400防空系统，但也遭到印方的否认。印度承認一名印度政府高级官员在印控克什米尔地区遭到巴基斯坦炮击身亡。

## 宣佈停火

### 協議
2025年5月10日，印度外交秘书唐勇胜（Vikram Misri）和巴基斯坦外長伊沙克·達爾（Ishaq Dar） 表示，雙方軍方同意全面停火，敵對行動將於IST下午 5:00/4:30 PKT（格林尼治標準時間 11:30）結束。
達爾表示，有36個國家協助促成停戰。一位印度官員告訴法新社，「印巴之間停止開火和軍事行動兩國直接協商的結果」。美國國務卿馬可·魯比奧宣稱，兩國將「在一個中立場所」討論「一組廣泛的問題」，自己和副總統JD·萬斯與雙方的高級官員進行了廣泛的通信。數小時後，在發生違反停火事件後，印度官員仍未表示願意進行談判。2025年5月10日，在印度和巴基斯坦外長正式宣佈之前，美國總統特朗普於IST/PKT中午時分左右在社交媒體Truth Social上發表了關於停火的文章。隨後印巴雙方均證實已同意停火。巴基斯坦總理納瓦茲·謝里夫表示，特朗普與沙烏地阿拉伯、土耳其、卡塔爾、英國、聯合國和中國的代表一起，在促成停戰中扮演了「最重要的關鍵角色」。
協議簽訂後，巴基斯坦重新對商業航班開放空域。兩國之間的軍事熱線通讯系统已啟動。

### 違反停火協議
在停火協議生效不久，位於印控克什米爾地區的查谟和斯利那加發生爆炸。巴基斯坦防空系统則在白沙瓦机场附近击落一架印度无人机。巴基斯坦和印度均互相指責對方違反停火協議。

## 反應
印度襲擊巴基斯坦後，巴基斯坦主要城市进入紧急状态。巴基斯坦全国所有学校和教育机构在5月7日停课。巴基斯坦关闭全国空域48小时，全国范围内所有航班取消。

### 国际组织
- 联合国: 秘書長安东尼奥·古特雷斯呼籲軍事克制，並表示「世界承受不起印度和巴基斯坦之間的軍事對抗」。 [66][67]

### 國際反應
- 土耳其：土耳其总统雷杰普·塔伊普·埃尔多安7日向巴基斯坦总理夏巴茲·謝里夫打去电话，对巴基斯坦公民失去宝贵生命表示诚挚的慰问，并重申土耳其对巴基斯坦人民的声援。他表示土耳其支持局势降级，并准备发挥巴基斯坦的坚定朋友的作用。[68]

- 中华人民共和国：中華人民共和國外交部發言人林剑表示，中方对印度的军事行动表示遗憾，对目前事态的发展感到担忧，並呼吁印巴双方以和平稳定大局为重，保持冷静克制，避免采取使局势进一步复杂化的行动。[69][70][71][72]

- 美国：美國總統川普表示遗憾，并希望尽快结束。[73]美国副总统万斯表示，印度和巴基斯坦应当缓和紧张局势，但印巴之间的战争与美国无关，美國不会卷入这场战争。[74]

- 以色列：以色列駐印度大使則表示支持印度的自衛權，並且應該嚴懲恐怖分子。[70][71]

- 俄羅斯：俄罗斯外交部呼吁印度和巴基斯坦保持克制，并希望印度和巴基斯坦“通过和平的政治和外交手段”解决争端。[75]
- ：外交部敦促印巴雙方保持克制。[76]
- 阿联酋：外交部長阿卜杜拉·本·扎耶德·阿勒纳哈扬呼籲雙方保持克制，避免情勢升級。[77][需要非第一手來源]
- 英国：外交大臣大衛·拉米呼籲雙方 「保持克制，進行直接對話，尋求迅速的外交途徑」。[78]
- 乌克兰: 外交部呼籲雙方進行外交接觸，避免局勢升級[79]。
- ：外交部在官方聲明中表示，正在密切關注局勢發展。此外，外交部也敦促兩國保持克制和冷靜。[80]
- 德国：外交部在網路上發表聲明，敦促「必須防止事態升級，保護平民」。
- 日本：外相岩屋毅發表聲明，稱該國「深切關注最近發生的一系列事件可能導致進一步的報復，並升級為全面軍事衝突」。
- 新加坡：外交部在一份声明中表示：“对于4月22日查谟和克什米尔帕哈甘发生的骇人恐袭事件后，印度与巴基斯坦之间持续的军事对峙，新加坡深表关切。”[81]
- 梵蒂冈：教宗良十四世表示希望“很快能够达成一项持久的协议。”[82]
- 中華民國：外交部表示將與全球夥伴密切合作，堅決反對恐怖主義，對於印度保衛國家安全表達堅定支持，外交部亦表示密切關注印巴情勢發展，共同維護印太區域的和平穩定。[83]

## 外部連結
- . 聯合早報. 2025-05-16.